# Boy Kemper
Boy Kemper (* 21. Juni 1999 in Purmerend) ist ein niederländischer Fußballspieler, der als Innenverteidiger agiert. Er kann aber auch als Linksverteidiger eingesetzt werden. Aktuell steht er bei NAC Breda unter Vertrag.

## Karriere

### Verein
Bereits als 5-Jähriger fing Kemper mit dem Fußballspielen an. Er spielte zunächst zwölf Jahre lang für die Jugendabteilung des FC Volendam. 2016 verpflichtete ihn die zweite Mannschaft von Ajax Amsterdam, Jong Ajax. Für diese machte er in der Eerste Divisie 41 Spiele, in denen er ein Tor erzielte. Sein Debüt gab Kemper am 18. August 2017 beim 2:1-Auswärtssieg gegen den SC Cambuur. Sein erstes Tor für Jong Ajax schoss er am 23. August 2019 gegen den FC Dordrecht zum zwischenzeitlichen 2:1 für Jong Ajax, das Spiel endete 5:2.
Im Sommer 2020 wechselte er zu ADO Den Haag. Dort erhielt er einen Vertrag bis 2023. Bei seinem Debüt am 13. September 2020 gegen Heracles Almelo sah er die gelb-rote Karte. Am 9. Januar 2021 gelang ihm beim 1:0-Sieg über die RKC Waalwijk der Siegtreffer und sein erstes Tor in der Eredivisie. In der Saison 2020/21 schoss er dieses eine Tor in 26 Ligaeinsätzen und stieg am Ende der Spielzeit mit Den Haag in die eerste Divisie ab. Dort war er 2021/22 Mannschaftskapitän und spielte 32 Ligaspiele, in denen er einmal traf und kam in allen sechs Aufstiegs-Playoff-Spielen zum Einsatz, in denen sein Team im Finale im Elfmeterschießen scheiterte.
Zur Saison 2023/24 wechselte Kemper zum Ligakonkurrenten NAC Breda, wo ihm mit seiner Mannschaft der Aufstieg in die Eredivisie gelang.

### Nationalmannschaft
Kemper durchlief mehrere Jugendmannschaften der niederländischen Fußballnationalmannschaft. Insgesamt absolvierte er neun Spiele für U-Auswahlen der Niederlande.

## Erfolge
- Niederländischer A-Jugend-Meister: 2017
- Niederländischer Zweitligameister: 2018